# Gars de Murrow
Pour les articles homonymes, voir Murrow.

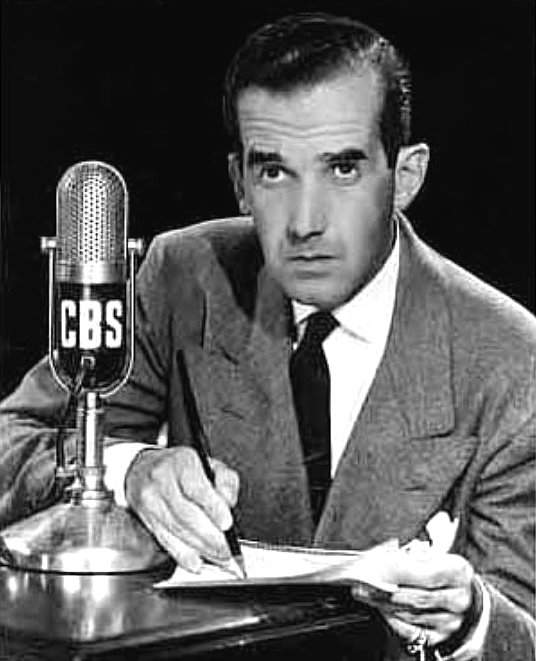
Edward R. Murrow en 1947

Les Gars de Murrow (Murrow’s Boys, ou The Murrow Boys) étaient les journalistes de CBS qui travaillaient autour d'Edward R. Murrow pendant ses années sur la chaîne, en particulier pendant les années avant et après la Seconde Guerre mondiale.